# Église Ružica
L'église Ružica (en serbe cyrillique : Црква Ружица ; en serbe latin : Crkva Ružica) est une église orthodoxe serbe située au sein de la forteresse de Belgrade, à Belgrade, en Serbie.

## Présentation

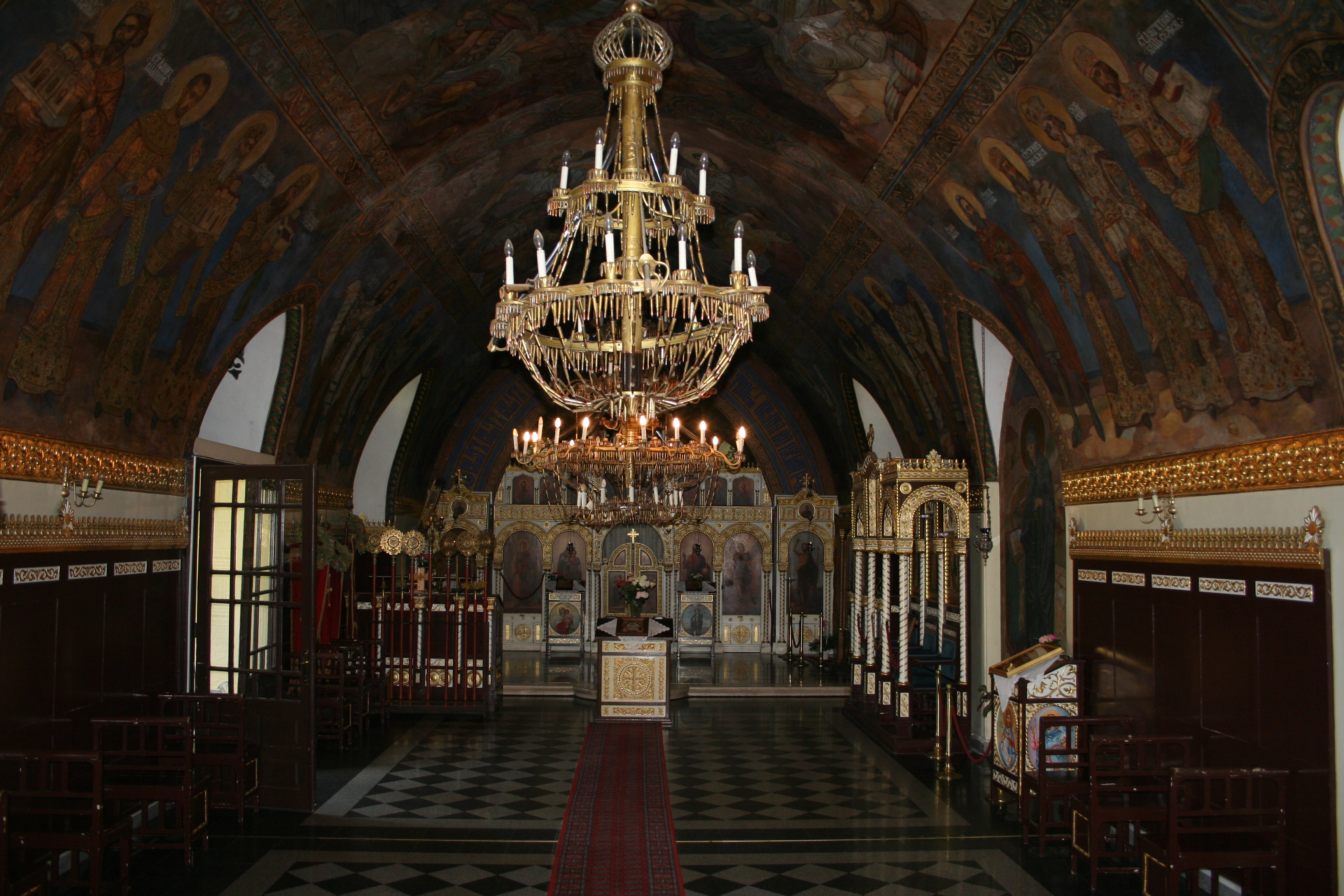
L'intérieur de l'église

Une église du même nom existait au même endroit du temps de Stefan Lazarević. Elle a été détruite en 1521 par les Ottomans. Au XVIIIe siècle, l'église actuelle était un dépôt de poudre à canon ; elle a été convertie en église militaire entre 1867 et 1869. Fortement endommagée pendant la Première Guerre mondiale, l'église a été restaurée en 1925. 
L'iconostase est l'œuvre de Kosta Todorović, et les icônes ont été peintes par Rafailo Momčilović. Les fresques ont été réalisées par l'artiste russe Andrej Bicenko.